# José de Jesús Méndez Vargas
José de Jesús Méndez Vargas (surnommé El Chango ; né le 28 février 1974) est un baron de la drogue mexicain et ancien leader du cartel de drogue aujourd'hui disparu, La Familia Michoacana, basé dans l'État du Michoacán,,.
Méndez prend la tête du groupe à l'annonce de la mort de son ancien chef, Nazario Moreno, lors d'un affrontement avec police fédérale mexicaine le 9 décembre 2010. Méndez est en effet réputé avoir été le bras droit de Moreno. Alors que Méndez dirige La Familia, douze hommes, baptisés les « douze apôtres », étaient chargés de sa protection.
Méndez est appréhendé à un péage autoroutier le 11 juin 2011 par la police mexicaine, à Aguascalientes. Le gouvernement mexicain offrait 30 millions de pesos (2,1 millions de dollars US) pour toute information menant à sa capture.